# Errance (manga)
Pour les articles homonymes, voir Errance (homonymie).
Errance (零落, Reiraku, littéralement « faire tomber en ruine ») est un manga écrit et illustré par Inio Asano. Il est prépublié dans le magazine seinen Big Comic Superior de Shōgakukan entre mars et juillet 2017, avec ses chapitres rassemblés dans un seul volume tankōbon en octobre 2017. La version française est publiée par Kana.
Le manga a été adapté en film live le 17 mars 2023. 

## Synopsis
Lorsqu’il était jeune mangaka, la petite amie de Kaoru Fukazawa, le quittait. Elle qui était pourtant timide et réservée lui a dit ce jour-là des mots qui resteraient gravés en lui. Des années plus tard, Fukazawa a continué sa vie d’auteur et vit maintenant avec une éditrice. Après huit années de succès, il met fin à sa série et cela marquera pour lui le début d’une période de doutes et de remise en question. Maintenant qu’il a du temps pour lui, Fukazawa se rend compte que sa femme n’est jamais disponible. Toujours en rendez-vous avec ses auteurs, dans des meetings ou en conférence, elle ne l’aide pas à traverser cette épreuve et ne le soutient pas vraiment. Alors pour passer le temps et compenser l’absence de celle qui devrait partager sa vie, il commence à louer les services de jeunes filles. Pendant ce temps son éditeur lui demande de trouver des idées pour une nouvelle série et les fans eux aussi se demandent quand leur mangaka favori sortira un nouveau titre. Mais Fukazawa est un peu perdu. Le temps passe et il avance dans la vie, sans trop savoir pourquoi. Quel est son but? Que veut-il faire? Dans son errance et son introspection, il se demande s’il doit créer un manga qu’il trouvera plat et vide, mais se vendra et aura du succès, ou bien s’il doit dessiner une histoire qui lui tient plus à cœur. Alors qu’il se demande s’il retrouvera un jour l’inspiration, le souvenir de son premier amour et de ses derniers mots lui reviennent…

## Manga
Écrit et illustré par Inio Asano, Errance est prépublié dans le magazine seinen Big Comic Superior du 10 mars au 28 juillet 2017. Shogakukan a rassemblé ses chapitres dans un seul volume tankōbon, publié le 30 octobre 2017. La version française est publiée par Kana le 15 mars 2019.

## Accueil
Le manga a fait ses débuts à la 27e place du classement hebdomadaire d'Oricon des mangas les plus vendus, avec 27 953 exemplaires vendus. La série s'est classée douzième, aux côtés de 1122: For a Happy Marriage, dans le classement "The Best Manga 2018 Kono Manga wo Yome!" du magazine Freestyle. Le manga a remporté le tournoi One-shot 2019 du site manga-news.